# إرنست نيس
إرنست نيس (1 أغسطس 1875 - 6 يونيو 1946) (بالإنجليزية: Ernest Nice)‏ هو لاعب كريكت بريطاني (وحمل سابقاً جنسية المملكة المتحدة لبريطانيا العظمى وأيرلندا).